# Forte de Santa Bárbara da Vila
O Forte de Santa Bárbara da Vila, ou simplesmente Forte de Santa Bárbara, localiza-se na cidade de Florianópolis, na ilha e estado de Santa Catarina, no Brasil.
Este forte foi erguido para defesa da antiga Vila de Nossa Senhora do Desterro (atual cidade de Florianópolis), em uma pequena ilha fronteira à antiga praia do Canto (ou da Vila), no estreito do canal pelo lado da baía Sul.

## História
Existem controvérsias entre os pesquisadores acerca da data precisa de início de sua construção, assim como do autor do seu projeto. Alguns remontam-no à gestão do governador da Capitania, Tenente-coronel João Alberto de Miranda Ribeiro (1793-1800) (SOUZA, 1885:125, seguido por BOITEUX (1920). apud CABRAL, 1972:___). Outros atribuem-no ao Engenheiro Militar, Tenente-coronel José Custódio de Sá e Faria, do Real Corpo de Engenheiros, que, em 1760, efetuou um levantamento das defesas da ilha de Santa Catarina erguidas pelo brigadeiro José da Silva Pais.
Plantas e mapas da época, indicam que a estrutura já existia em 1774, e integra o levantamento do Alferes José Correia Rangel para a Coroa portuguesa ("Plano para servir de demonstração dos lugares fortificados da Ilha de Santa Catarina", 1786. in: RANGEL, José Correia. Defesa da Ilha de Santa Catarina e do Rio Grande de São Pedro. Ministério da Guerra, Lisboa).

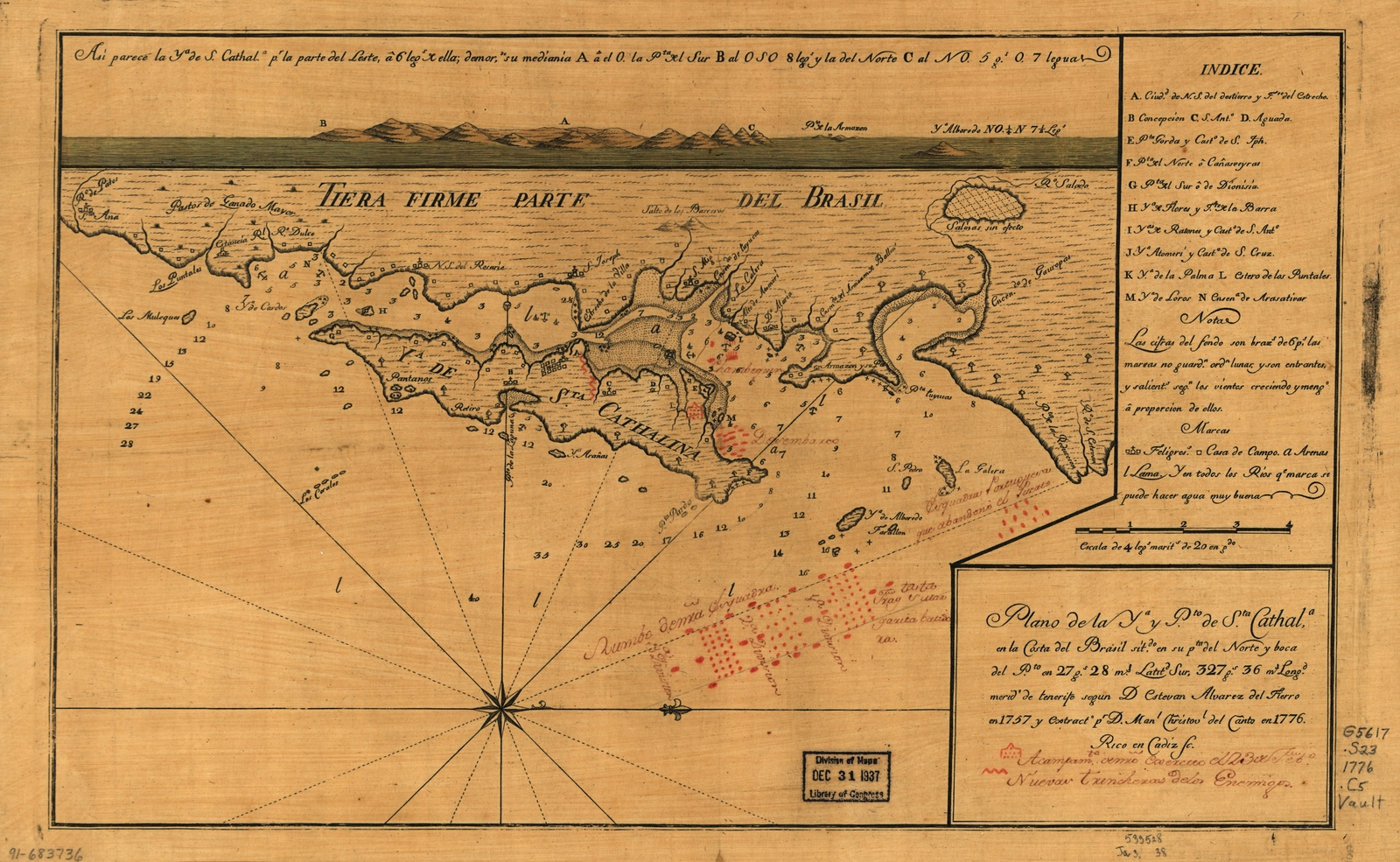
Mapa da Ilha de Santa Catarina em 1776.

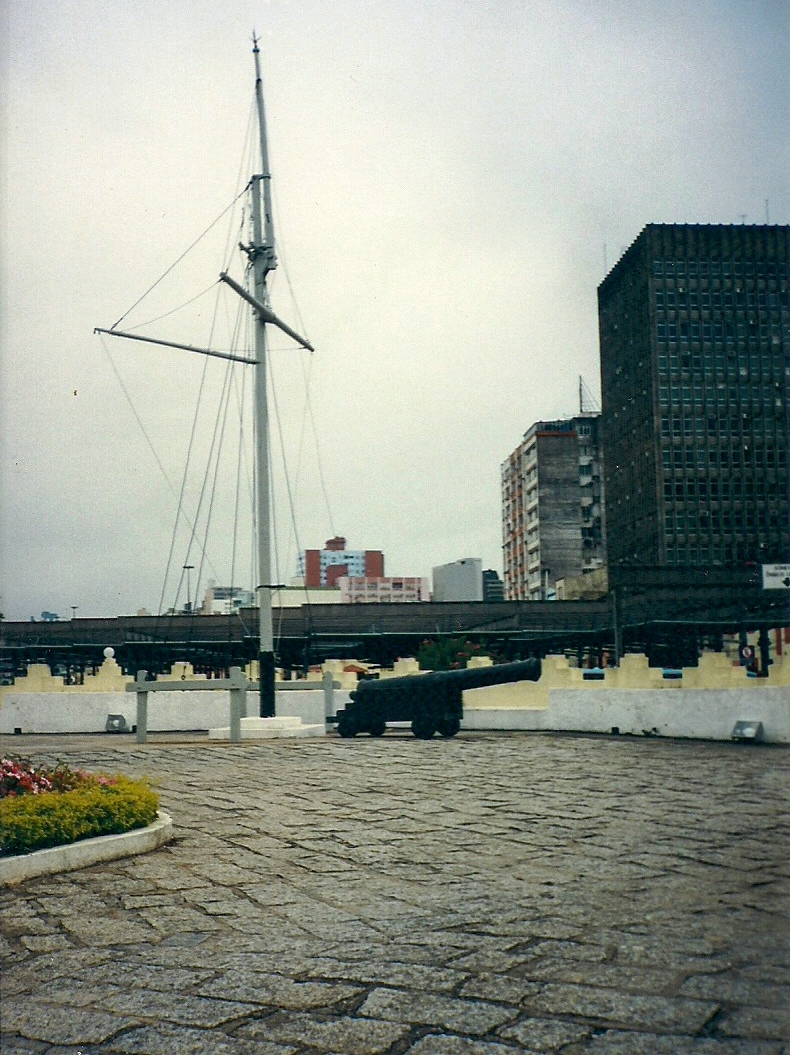
Forte de Santa Bárbara: aspecto da antiga praça de armas.

Durante a primeira metade do século XIX, serviu como enfermaria militar (SOUZA, 1885:126), transferida para o Quartel do Campo do Manejo em 1861, quando o prédio (Próprio Nacional) passou a servir à Capitania dos Portos das Províncias de São Pedro do Rio Grande e de Santa Catarina, do Ministério da Marinha. Os projetos do Governo Provincial para a adaptação do imóvel ao menor custo, se sucederam até 1871, quando foi demolido o Quartel de Tropa e acrescido um galpão de dois pavimentos, destinado à recepção de colonos. Posteriormente foram fechadas as canhoneiras, construído um parapeito sobre a muralha, instaladas floreiras, e pavimentado o terrapleno. Novas obras de reforma foram iniciadas em 11 de janeiro de 1875, sob a direção do Capitão do Porto, colocando-se a cumeeira da Capitania do Porto a 10 de abril de 1875. Em junho do ano seguinte concluía-se a casa para o Comandante do Porto, contígua ao edifício da Capitania (VEIGA, 1993). Durante a Revolução Federalista (1893-1895), foi utilizada como sede do Governo do Estado, tendo salvado na ocasião da posse do Capitão de Mar-e-Guerra Frederico Guilherme de Lorena como chefe do Governo Provisório revolucionário em Santa Catarina (14 de outubro de 1893), para ser retomada pelas tropas legalistas sob o comando do Coronel Antônio Moreira César (17 de março de 1894) (GARRIDO, 1940:144).
Durante a primeira metade do século XX, novas intervenções foram sendo introduzidas no conjunto, descaracterizando-o completamente, e dando-lhe as linhas arquitetônicas características da década de 1930 (que conserva até hoje), tendo o mesmo acabado ligado à ilha, fruto dos aterros de marinha existente entre o centro da cidade e a antiga praia do Canto. Na década de 1950 ainda eram perceptíveis os arcos da ponte de alvenaria de pedra que ligava o forte a terra. Na década de 1960, com o fechamento do Porto de Florianópolis à navegação, e a desativação da Capitania dos Portos, o forte esteve ameaçada de demolição, para que seu espaço integrasse a área de lazer da capital e escoasse o tráfego viário da ponte Colombo Sales, que liga a ilha ao continente, no âmbito do novo aterro da baía Sul (1973). A imprensa local promoveu uma série de debates sobre a pertinência ou não da preservação do antigo forte, o qual, apesar do acentuado grau de descaracterização, tanto de sua arquitetura quanto de seu entorno originais, teve a sua preservação garantida.
Em 1984, fruto desta polêmica e do reconhecimento de seu inquestionável valor histórico, o forte e a sua área envolvente, no total de 5.086 m², foram tombados pelo Instituto do Patrimônio Histórico e Artístico Nacional. Ainda abrigando a Agência da Capitania dos Portos de Santa Catarina em Florianópolis, a Prefeitura e o IBPC estudavam projetos objetivando a recuperação, restauro e revitalização da estrutura para atividades culturais (teatro, museu, escola de arte, área de exposições, com restaurante, bar, parque infantil), prevendo-se ainda o rebaixamento do entorno ao nível do mar, adaptando-se ao espaço assim recuperado um espelho d'água, restabelecendo a situação original da praça, cercada de água.
A partir de 1999, transferida a agência da Capitania dos Portos para um novo imóvel, no continente, o conjunto foi cedido pelo 5º Distrito Naval da Marinha do Brasil, tendo abrigado as sedes da Sociedade Amigos da Marinha (Soamar) e do Grupo de Escoteiros do Mar Ijurerê-Mirim. Desde janeiro de 2001, passou a abrigar a sede da Fundação Franklin Cascaes.
O imóvel pode ser visto à Rua Antônio Luz, 260 junto ao Terminal Urbano de Ônibus da Cidade de Florianópolis, no aterro da Baía Sul, no centro histórico da cidade.

## Características
A sua planta original, no formato de um polígono irregular, levantada em alvenaria de pedra e cal, abrigava em seu terrapleno um edifício de um pavimento com cobertura em quatro águas, compreendendo o Quartel da Tropa, o Armazém e a Casa da Pólvora. O terrapleno era guarnecido por uma muralha com cerca de 70 centímetros de espessura na parte superior, com altura de quase 5 metros acima do nível do mar na maré baixa, comunicando-se com a terra por uma ponte em alvenaria de pedra sobre arcadas. Encontrava-se artilhado com doze peças de bronze e uma de ferro de diversos calibres, estando registrada iconográficamente nas obras de Jean-François de La Pérouse (1797), Adam Johann von Krusenstern (1803), Georg Heinrich von Langsdorff (1812), Jean-Baptiste Debret (1822) e outros.